# Elsdorf (Nedersaksen)
Elsdorf is een gemeente in de Duitse deelstaat Nedersaksen. De gemeente maakt deel uit van de Samtgemeinde Zeven in het Landkreis Rotenburg (Wümme).
Elsdorf (Nedersaksen) telt 1.995 inwoners.
De gemeente Elsdorf omvat de dorpen Elsdorf en het iets noordoostelijker gelegen Rüspel, en verder de gehuchten  Badenhorst, Bockhorst, Ehestorf, Frankenbostel, Hatzte, Nindorf, Poitzendorf  en Volkensen.
Dicht bij Elsdorf bevindt zich afrit 48 van de Autobahn A1, die daar de weg van Scheeßel (ten zuidoosten van Elsdorf) naar Zeven kruist.
Elsdorf ligt aan een kleine spoorlijn, die Rotenburg (Wümme) met Bremervörde verbindt. Over deze spoorlijn rijden alleen goederentreinen.
- Gemeinsame Normdatei: 7577047-7
- Virtual International Authority File: 5201155105781276320001

Ahausen · 
Alfstedt · 
Anderlingen · 
Basdahl · 
Bötersen · 
Bothel · 
Breddorf · 
Bremervörde · 
Brockel · 
Bülstedt · 
Deinstedt · 
Ebersdorf · 
Elsdorf · 
Farven · 
Fintel · 
Gnarrenburg · 
Groß Meckelsen · 
Gyhum · 
Hamersen · 
Hassendorf · 
Heeslingen · 
Hellwege · 
Helvesiek · 
Hemsbünde · 
Hemslingen · 
Hepstedt · 
Hipstedt · 
Horstedt · 
Kalbe · 
Kirchtimke · 
Kirchwalsede · 
Klein Meckelsen · 
Lauenbrück · 
Lengenbostel · 
Oerel · 
Ostereistedt · 
Reeßum · 
Rhade · 
Rotenburg · 
Sandbostel · 
Scheeßel · 
Seedorf · 
Selsingen · 
Sittensen · 
Sottrum · 
Stemmen · 
Tarmstedt · 
Tiste · 
Vahlde · 
Vierden · 
Visselhövede · 
Vorwerk · 
Westertimke · 
Westerwalsede · 
Wilstedt · 
Wohnste · 
Zeven